# Marie Magdalena Novotná-Čudová
Marie Magdalena Novotná (rozená Čudová, asi 1770 Křovice u Dobrušky – 27. března 1841 Vídeň) byla česká domkářka, babička spisovatelky Boženy Němcové, která se částečně stala předobrazem postavy Babičky v jejím stejnojmenném románu.

## Životopis

### Mládí
Narodila se kolem roku 1770 (přesné datum narození není známé, dobrušské matriky totiž shořely při velkém požáru města 9. května 1806) v Křovicích nedaleko Dobrušky (později součást Dobrušky) do nemajetné rodiny tesaře Jana Čudy jako nejmladší ze sedmi dětí. Otec v jejích deseti letech zemřel a rodina žila s matkou na výminku poté, co musela matka z nouze chalupu prodat nejstaršímu synovi. Sblížila se se synem dobrušského tkalce Jiřím Novotným (kol. 1763, Dobruška – 17. května 1805, Kladsko), který, aby se vyhnul rakouské vojenské službě, uprchl přes hranice do Kladska, byl zde však koncem roku 1791 odveden do pruské armády a přiřazen k pěchotnímu pluku hraběte Friedricha Wilhelma von Götzen v pevnosti Silberberg (Stříbrná Hora) u Kladska. Magdalena zanedlouho uprchla za ním, traduje se, že cestu přes hranice znala, neboť se účastnila náboženských poutí do Vambeřic. Svatba Jiřího s Marií Magdalenou se konala 5. února 1792 v kostele v Kladsku. 
V Kladsku se manželům Novotným narodilo celkem 9 dětí: 
- 8. září 1792 Jan Karel Augustin (jeho další osudy jsou neznámé)
- 1. ledna 1794 Karel Kašpar (✝ 27. března 1856, Rovné u Dobrušky)
- 26. září 1795 Marie Barbora Terezie (✝ 29. ledna 1799, Kladsko)
- 8. listopadu 1797 Marie Magdalena Terezie (matka nemanželské dcery Barbory, pozdější Boženy Němcové, provdaná Panklová, ✝ 4. prosince 1863, Zaháň)
- 1. října 1799 Jan Josef Emanuel (✝ 11. května 1800, Kladsko)
- 26. března 1801 Josef Antonín Ignác (naposledy doložen 1841 ve Vídni)
- 1. ledna 1803 Johana Magdalena Františka (✝ 16. ledna 1803, Kladsko)
- 7. května 1804 Emanuel Kristián Antonín Josef (✝ 12. května 1804, Kladsko)
- 5. října 1805 jako pohrobek Johana Barbora Terezie (provdaná Fräntzelová, ✝ 9. prosince 1855, Vídeň), dříve omylem považovaná za matku Boženy Němcové.

Vojna skončila Jiřímu Novotnému koncem roku 1798 nebo počátkem roku 1799, rodina však nadále zůstávala v Kladsku a živila se zde tkalcovstvím, Magdalena se přitom patrně naučila na přenosném skládacím vertikálním stavu vyrábět z vlny houně (koňské deky).

### Vdova
17. května 1805 zemřel Jiří Novotný v Kladsku na tuberkulózu. Marie Magdalena následně sama živila rodinu huňařstvím, znovu se již neprovdala. Po narození poslední dcery Johany celá rodina patrně Kladsko opustila, kam se však ubírala, se můžeme jen dohadovat. Nelze vyloučit, že po nějaký čas žili všichni ve Vídni, kde se později dceři Terezii narodila dcera Barbora a kde se údajně syn Karel Kašpar vyučil tkalcem. Před rokem 1825 podle několika svědectví Magdalena žila se synem Karlem Kašparem ve výměniční chaloupce statku čp. 28 v Rovném u Dobrušky a živila se po okolí výrobou houní ze zbytků vlny, archivní doklady však chybí.
Okolo roku 1825 se Marie Magdalena Novotná přestěhovala k rodině své dcery Terezie Panklové do Ratibořic. Podle jiných výkladů se zde objevila už roku 1823 či se spekuluje, že rodinu pouze navštěvovala. Zde se setkávala se svou vnučkou Barborou Panklovou (později Němcovou), pro neshody s její matkou Terezií Panklovou se však musela přestěhovat k nejmladší dceři Johaně na protilehlý konec ratibořického panského dvora. Johaně se tady – stejně jako před 10 lety její starší sestře – 6. srpna 1830 narodilo nemanželské dítě, syn Josef, a následně babička Magdalena s dcerou Johanou a vnukem Josefem odešli do Dobrušky, kde však 5. června 1831 dítě zemřelo. Poté obě ženy pokračovaly dále do Vídně, kde se 3. listopadu 1836 Johana provdala za městského slanečkáře Josefa Fräntzela (který měl rovněž nemanželského syna Ferdinanda).

### Úmrtí

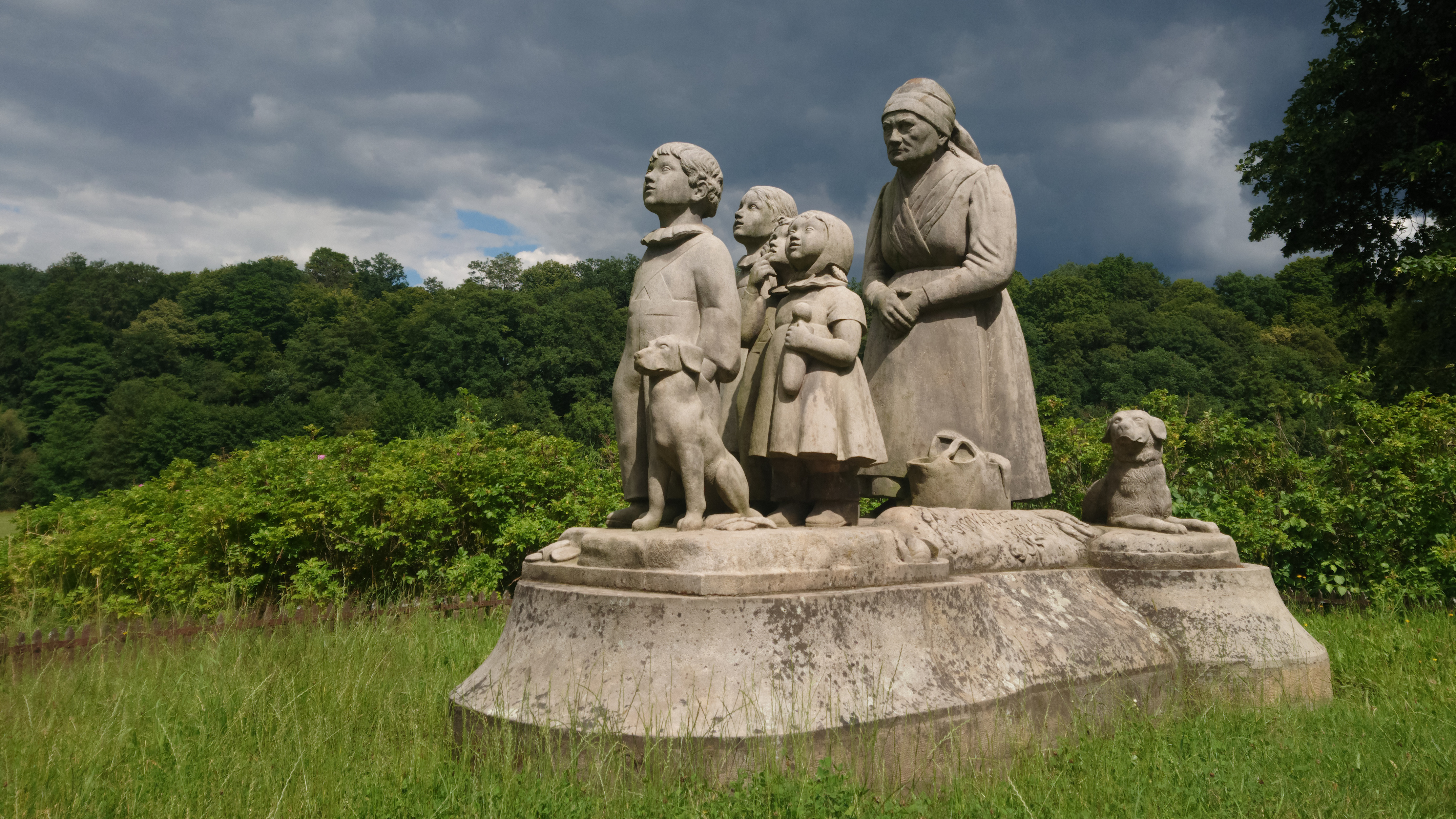
Sousoší Babička s dětmi v Ratibořicích (autor Otto Gutfreund, 1922)

Marie Magdalena Novotná-Čudová zemřela ve Vídni 27. března 1841 na ochrnutí plic. V době úmrtí nevlastnila nic kromě vlastního skromného oblečení. Byla pohřbena do společného hrobu na již zaniklý hřbitov v Matzleinsdorfu.

## Fiktivní a skutečná „Babička“
Ačkoliv byla Marie Magdalena Novotná hlavní reálnou předlohou postavy Babičky v díle své vnučky Boženy Němcové, existuje zde mnoho rozdílů mezi realitou a fikcí. Postava je vylíčena velmi idealisticky, s důrazem na tradice a hodnoty staročeského života. Smyšlený je taktéž vřelý vztah Babičky s Paní kněžnou, jejímž předobrazem se stala Kateřina Vilemína Zaháňská, která na ratibořickém zámku za života Boženy Němcové žila. Stejně tak dochází k časové kolizi děje románu a událostí v životě Novotné-Čudové.
Na rozdíl od knižní Babičky, Marie Magdalena ve skutečnosti paní kněžnu – vévodkyni Kateřina Vilemínu Zaháňskou přežila, neboť ta ve Vídni zemřela již 29. listopadu 1839. Babička Boženy Němcové nezemřela v Ratibořicích, jak autorka píše.